# 兵庫県警察

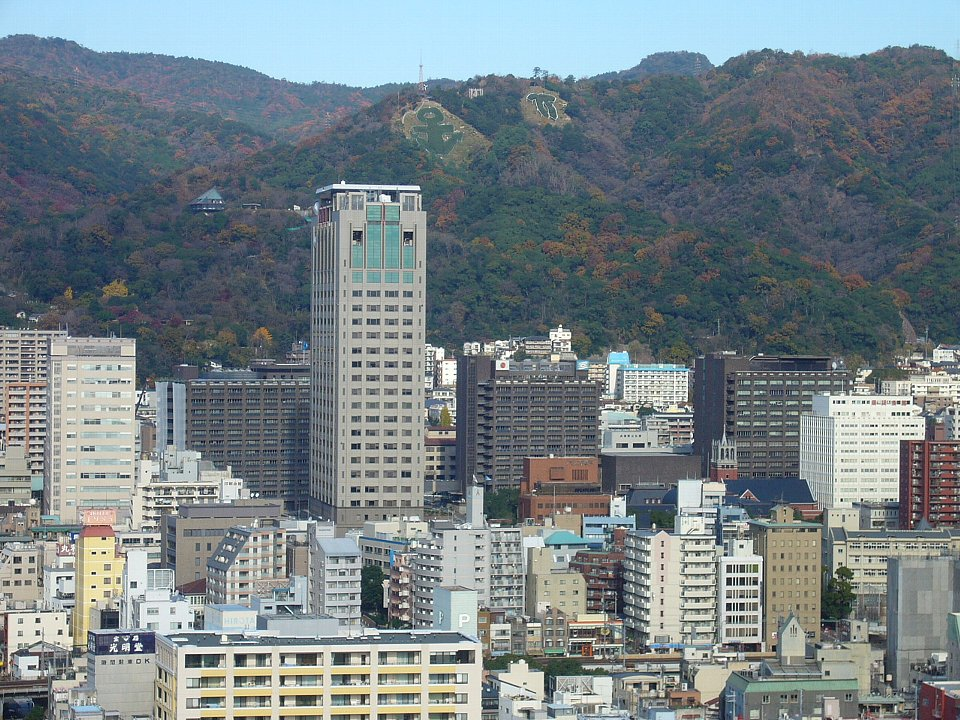
神戸ポートタワー展望台から兵庫県警察本部を望む（画像内の一番高いビル）

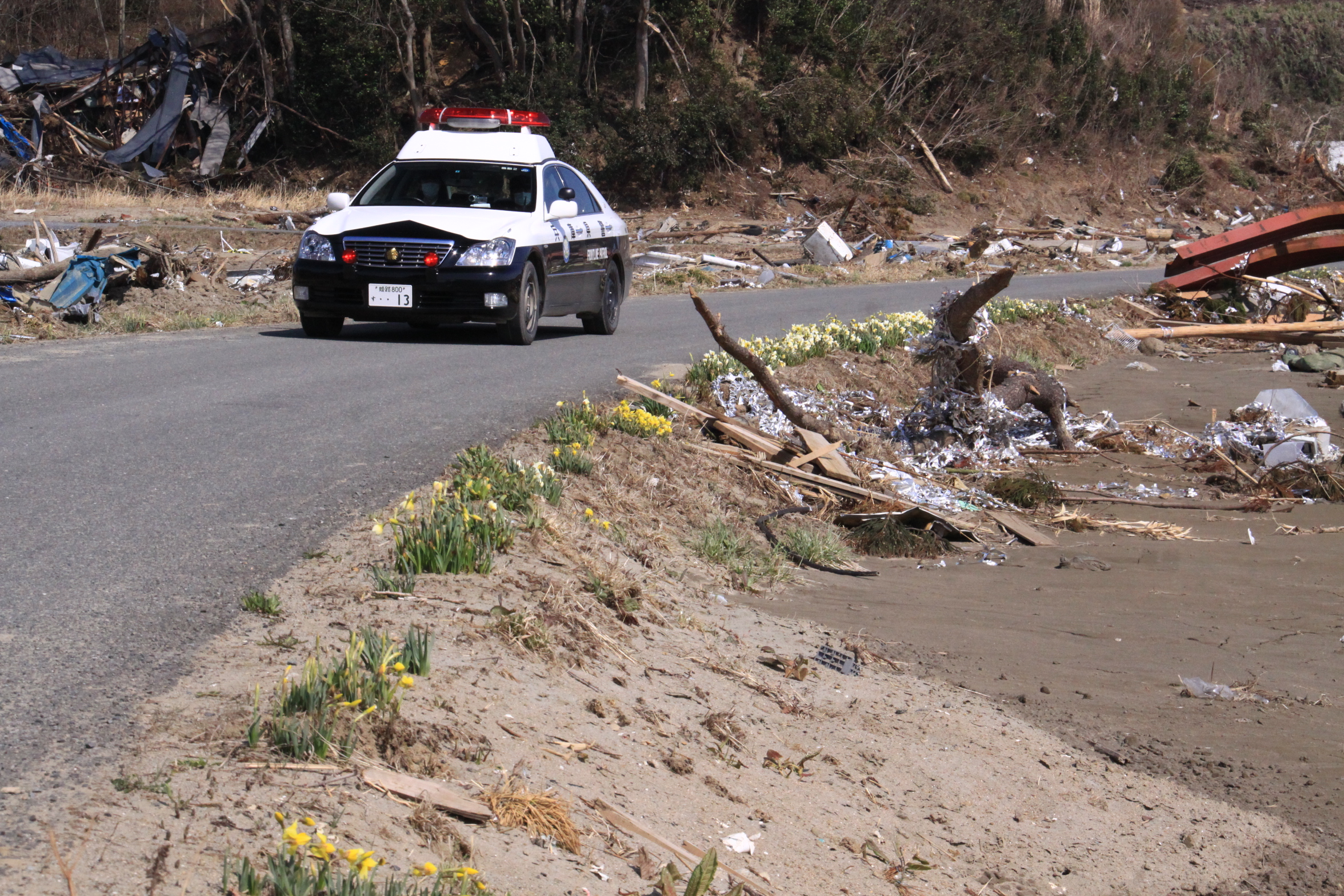
東日本大震災の被災地を警邏する兵庫県警察のパトカー（宮城県気仙沼市で撮影）

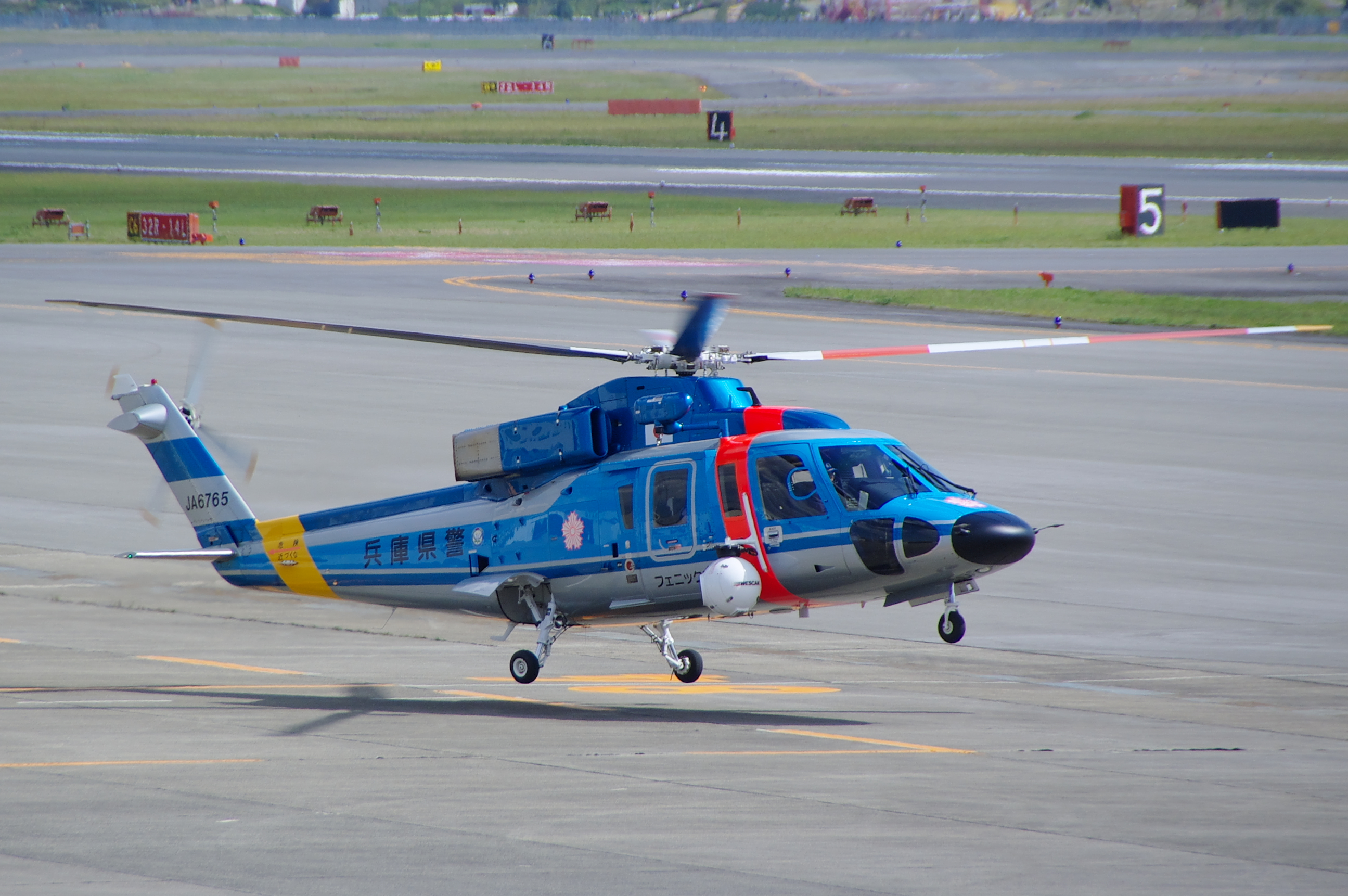
航空隊のS-76B「フェニックス」

兵庫県警察（ひょうごけんけいさつ、Hyogo Prefectural Police）は、警察法第36条により兵庫県が設置した警察組織。兵庫県内を管轄区域とし、兵庫県警と略称する。管内には指定暴力団山口組などが本部を置いていることから、福岡県警察と同様、暴力団対策を特に強化している。科学捜査では全国で唯一、大型放射光施設SPring-8の放射光を用いた鑑定を行っており、全国から依頼を受け付けている。兵庫県公安委員会の管理を受け、給与支払者は兵庫県知事。

## 沿革
- 1954年（昭和29年）：新警察法の施行により国家地方警察兵庫県本部と神戸市警察を除く各自治体警察が廃止され、新たに都道府県警察として兵庫県警察が発足。
- 1955年（昭和30年）7月1日：神戸市警察を統合。神戸市警察部を新設。

## 組織
大規模警察本部で、本部長は警視監。警察官約11,500人。

### 総務部
- 総務課
- 県民広報課
- 会計課
- 情報管理課
- 装備課
- 留置管理課

### 警務部
- 警務課
- 監察官室
- 教養課
- 厚生課

### 生活安全部
- 生活安全企画課
- 少年育成課
- 少年捜査課
- 生活経済課
- 保安課
- サイバー犯罪対策課
- 人身安全対策課
- 生活安全特別捜査隊

### 地域部
- 地域企画課
- 通信指令課
- 第一機動パトロール隊
- 第二機動パトロール隊
- 鉄道警察隊

### 刑事部
- 刑事企画課
- 捜査第一課
- 捜査第二課
- 捜査第三課
- 鑑識課
- 科学捜査研究所
- 機動捜査隊

- 組織犯罪対策局
  - 組織犯罪対策課
  - 暴力団対策課
  - 薬物銃器対策課
  - 国際捜査課

### 交通部
- 交通企画課
- 交通規制課
- 交通指導課
- 交通捜査課
- 運転免許課
- 運転免許試験場
- 交通機動隊
- 高速道路交通警察隊

### 警備部
- 公安第一課
- 公安第二課
- 公安第三課
- 警備課
- 災害対策課
- 外事課
- 機動隊

### 兵庫県警察学校
- 兵庫県芦屋市朝日ヶ丘町40番10号

## 警察署
警察署数は46。太字で示された署（灘・生田・西宮・尼崎南・明石・加古川・姫路の7署）の警察署長は警視正。

### 第一方面
警察署数は15。※警察車両のナンバー地名はすべて「神戸」となる。
| ※    | 地域 | 警察署名称     | 所在地             | 所在地             | 管轄区域   | 管轄区域                                           | 前身                    |
| ---- | ---- | -------------- | ------------------ | ------------------ | ---------- | -------------------------------------------------- | ----------------------- |
| 神戸 | 神戸 | 東灘警察署     | 神戸市             | 東灘区御影中町     | 神戸市     | 東灘区（神戸水上署管内を除く）                     |                         |
| 神戸 | 神戸 | 灘警察署       | 神戸市             | 灘区水道筋         | 神戸市     | 灘区（神戸水上署管内を除く）                       |                         |
| 神戸 | 神戸 | 葺合警察署     | 神戸市             | 中央区吾妻通       | 神戸市     | 中央区東部（神戸水上警察署管内を除く旧葺合区周辺） |                         |
| 神戸 | 神戸 | 生田警察署     | 神戸市             | 中央区中山手通     | 神戸市     | 中央区西部（神戸水上警察署管内を除く旧生田区周辺） |                         |
| 神戸 | 神戸 | 兵庫警察署     | 神戸市             | 兵庫区下沢通       | 神戸市     | 兵庫区（神戸水上警察署管内を除く）                 |                         |
| 神戸 | 神戸 | 長田警察署     | 神戸市             | 長田区北町         | 神戸市     | 長田区（神戸水上警察署管内を除く）                 |                         |
| 神戸 | 神戸 | 須磨警察署     | 神戸市             | 須磨区大池町       | 神戸市     | 須磨区（神戸水上警察署管内を除く）                 |                         |
| 神戸 | 神戸 | 垂水警察署     | 神戸市             | 垂水区本多聞       | 神戸市     | 垂水区（神戸水上警察署管内を除く）                 |                         |
| 神戸 | 神戸 | 神戸水上警察署 | 神戸市             | 中央区港島         | 神戸市     | 中央区（ポートアイランド周辺）、神戸港、臨海部一帯 |                         |
| 神戸 | 神戸 | 神戸西警察署   | 神戸市             | 西区糀台           | 神戸市     | 西区                                               | 玉津警察署              |
| 神戸 | 神戸 | 神戸北警察署   | 神戸市             | 北区甲栄台         | 神戸市     | 北区（有馬警察署管内を除く）                       |                         |
| 神戸 | 神戸 | 有馬警察署     | 神戸市             | 北区藤原台北町     | 神戸市     | 北区（旧有馬郡周辺）                               |                         |
| 神戸 | 淡路 | 洲本警察署     | 洲本市山手         | 洲本市山手         | 洲本市     | 洲本市                                             |                         |
| 神戸 | 淡路 | 淡路警察署     | 淡路市岩屋         | 淡路市岩屋         | 淡路市     | 淡路市                                             | 岩屋警察署 津名西警察署 |
| 神戸 | 淡路 | 南あわじ警察署 | 南あわじ市市善光寺 | 南あわじ市市善光寺 | 南あわじ市 | 南あわじ市                                         | 三原警察署              |

### 第二方面
警察署数は15。※警察車両のナンバー地名は阪神・丹波地域は「神戸」、但馬地域は「姫路」となる。
| ※    | 地域 | 警察署名称   | 所在地             | 管轄区域                                                     | 前身                        |
| ---- | ---- | ------------ | ------------------ | ------------------------------------------------------------ | --------------------------- |
| 神戸 | 阪神 | 芦屋警察署   | 芦屋市公光町       | 芦屋市（神戸水上署管内を除く）                               |                             |
| 神戸 | 阪神 | 西宮警察署   | 西宮市津田町       | 西宮市（甲子園署管内を除く）                                 |                             |
| 神戸 | 阪神 | 甲子園警察署 | 西宮市甲子園七番町 | 西宮市の一部（鳴尾支所管内、本庁管内・瓦木支所管内の各一部） |                             |
| 神戸 | 阪神 | 尼崎南警察署 | 尼崎市昭和通       | 尼崎市中部・西部                                             | 尼崎中央警察署 尼崎西警察署 |
| 神戸 | 阪神 | 尼崎東警察署 | 尼崎市潮江         | 尼崎市東部                                                   |                             |
| 神戸 | 阪神 | 尼崎北警察署 | 尼崎市南塚口町     | 尼崎市北部                                                   |                             |
| 神戸 | 阪神 | 伊丹警察署   | 伊丹市千僧         | 伊丹市                                                       |                             |
| 神戸 | 阪神 | 川西警察署   | 川西市丸の内町     | 川西市、川辺郡猪名川町                                       |                             |
| 神戸 | 阪神 | 宝塚警察署   | 宝塚市旭町         | 宝塚市                                                       |                             |
| 神戸 | 阪神 | 三田警察署   | 三田市天神         | 三田市                                                       |                             |
| 神戸 | 阪神 | 篠山警察署   | 丹波篠山市郡家     | 丹波篠山市                                                   |                             |
| 神戸 | 阪神 | 丹波警察署   | 丹波市柏原町柏原   | 丹波市                                                       | 柏原警察署                  |
| 姫路 | 但馬 | 南但馬警察署 | 朝来市和田山町玉置 | 養父市、朝来市                                               | 朝来警察署 養父警察署       |
| 姫路 | 但馬 | 豊岡警察署   | 豊岡市昭和町       | 豊岡市                                                       | 豊岡南警察署 豊岡北警察署   |
| 姫路 | 但馬 | 美方警察署   | 美方郡新温泉町戸田 | 美方郡香美町・新温泉町                                       | 浜坂警察署 香住警察署       |

### 第三方面
警察署数は16。※警察車両のナンバー地名は明石・北播地域（小野、三木、加東、西脇）が「神戸」、加西・東播・姫路・西播地域が「姫路」となる。
| ※    | 地域   | 警察署名称   | 所在地               | 管轄区域                                                                                           | 前身                  |
| ---- | ------ | ------------ | -------------------- | -------------------------------------------------------------------------------------------------- | --------------------- |
| 神戸 | 東播磨 | 明石警察署   | 明石市田町           | 明石市                                                                                             |                       |
| 神戸 | 東播磨 | 三木警察署   | 三木市加佐           | 三木市                                                                                             |                       |
| 神戸 | 東播磨 | 小野警察署   | 小野市中島町         | 小野市                                                                                             |                       |
| 神戸 | 東播磨 | 加東警察署   | 加東市社             | 加東市                                                                                             | 社警察署              |
| 神戸 | 東播磨 | 西脇警察署   | 西脇市郷瀬町         | 西脇市、多可郡多可町                                                                               | 中村警察署            |
| 姫路 | 東播磨 | 加西警察署   | 加西市北条町東高室   | 加西市                                                                                             | 北条警察署            |
| 姫路 | 東播磨 | 加古川警察署 | 加古川市平岡町新在家 | 加古川市、加古郡稲美町・播磨町                                                                     |                       |
| 姫路 | 東播磨 | 高砂警察署   | 高砂市荒井町紙町     | 高砂市                                                                                             |                       |
| 姫路 | 西播磨 | 姫路警察署   | 姫路市市之郷         | 姫路市中心部、東部（飾東町）、西部（余部地区・林田町周辺）、北部（夢前町・香寺町・安富町）         |                       |
| 姫路 | 西播磨 | 飾磨警察署   | 姫路市飾磨区中島     | 姫路市南部（飾磨区・白浜町・八木・糸引・的形町・大塩町・家島町）、東部（御国野町・別所町）の各地区 |                       |
| 姫路 | 西播磨 | 網干警察署   | 姫路市網干区新在家   | 姫路市西南部（網干区・大津区・勝原区・余部区・広畑区の各区）                                       |                       |
| 姫路 | 西播磨 | 福崎警察署   | 神崎郡福崎町福崎新   | 神崎郡福崎町・神河町・市川町                                                                       |                       |
| 姫路 | 西播磨 | たつの警察署 | たつの市龍野町富永   | たつの市、揖保郡太子町、佐用郡佐用町                                                               | 龍野警察署 佐用警察署 |
| 姫路 | 西播磨 | 相生警察署   | 相生市陸本町         | 相生市、赤穂郡上郡町                                                                               |                       |
| 姫路 | 西播磨 | 赤穂警察署   | 赤穂市加里屋中洲     | 赤穂市                                                                                             |                       |
| 姫路 | 西播磨 | 宍粟警察署   | 宍粟市山崎町今宿     | 宍粟市                                                                                             | 山崎警察署            |

### 警察署の再編
2006年（平成18年）4月、市町合併等による尼崎市内2署・淡路島内2署の統合並びに但馬地域の出石・香住両警察署の近隣署への統合による再編が行われた（出石警察署は再編前、県内最小の署員33人だった）。この統合により52署から48署となった。
- 統合・名称変更
  - 尼崎中央警察署と尼崎西警察署が統合して「尼崎南警察署」となる。
  - 岩屋警察署と津名西警察署が統合して「淡路警察署」となる。
  - 豊岡警察署と出石警察署が統合して「豊岡南警察署」となる。
  - 城崎警察署が「豊岡北警察署」と改称。
  - 浜坂警察署と香住警察署が統合して「美方警察署」となる。

- 管轄地域の変更
  - 六甲アイランドが神戸水上警察署から東灘警察署に移管。
  - 神戸港摩耶埠頭が神戸水上警察署から灘警察署に移管。
  - 神戸港兵庫埠頭が神戸水上警察署から兵庫警察署に移管。
  - 旧五色町が津名西警察署（淡路警察署）から洲本警察署に移管。
  - 豊岡市の一部が豊岡警察署（豊岡南警察署）から城崎警察署（豊岡北警察署）に移管。

- 2015年（平成27年）3月2日に姫路市内3署の姫路警察署・網干警察署・飾磨警察署の再編が行われ、人員の移動と管轄区域の変更が行われる[4][5]。
- 2015年（平成27年）11月2日、小野市が社警察署から新設の小野警察署へ移管。同日、社警察署は加東警察署と改称。
- 2021年（令和3年）3月22日、西播磨地域のたつの警察署に佐用警察署が、但馬地域の豊岡南警察署に豊岡北警察署が、朝来警察署に養父警察署が統合し、それぞれ、たつの警察署、豊岡警察署、南但馬警察署に再編された。被統合警察署については、「警察センター」として統合側警察署のパトカー拠点等となるとともに、県警本部地域部第二機動パトロール隊の分駐所（佐用・養父・城崎）とし、パトロール機能の維持を図ることとなった。なお、以前の統合対象となり設置されていた「警部派出所」は今回の再編により廃止され、機能集約も併せて行われた。この再編については、当該地域より反対意見もあったことから、予定を半年遅らせて実施された。この統合により、49署から46署となった[6][7]。

### レディースサポート交番
県警内の警察署20箇所、交番24箇所で女性への性犯罪被害・痴漢被害・ストーカー被害などに対し女性警察官が相談・受理を行っている。
- 岡本交番
- JR住吉駅前交番
- 八幡交番（灘署）
- 三宮センター交番
- 元町駅交番
- 御崎公園交番
- 新長田駅前交番
- 名谷中央交番
- 垂水駅前交番
- ポートアイランド交番
- 夙川駅前交番
- 西宮中央交番
- 本郷交番（甲子園署）
- 中央交番（尼崎南署）
- 七松交番
- 潮江交番
- 武庫之荘交番
- 阪急駅前交番（伊丹署）
- 中央交番（川西署）
- 宝塚駅前交番
- 大久保南交番
- 加古川駅前交番
- 東加古川交番
- 大手前交番

## 事件・不祥事など
- 1997年（平成9年）2月 - 神戸連続児童殺傷事件（酒鬼薔薇事件）
- 1999年（平成11年）11月2日から22日にかけて神戸市や兵庫県川西市、東京都世田谷区などで、クリーニング機器販売会社・アイナックス稲本の関係者らをターゲットとした爆破事件が連続して発生したが、これらの事件の被害届や供述調書など87点が全て紛失していたことが、2012年10月12日までに判明した。誤廃棄の可能性が高いと見られている[11]。
- 2000年（平成12年） - テレクラ放火殺人事件
- 2001年（平成13年）7月 - 明石歩道橋事故
- 2002年（平成14年）3月 - 神戸大学院生リンチ殺人事件で事件発生時に警察官らが被害者から通報を受けていたにもかかわらず、被疑者が暴力団だと分かると職務放棄、結果として被害者が死亡した。遺族が賠償を求め被疑者の暴力団組長と兵庫県を告訴。判決は職務放棄と被害者死亡の因果関係を認め、賠償命令を行った初の事例となった。
- 2004年（平成16年）6月 - 自動車警ら隊員による捜査書類捏造が発覚。隊員ら総勢163人が懲戒処分となり「自動車警ら隊」から「機動パトロール隊」と隊名変更となる。
- 2005年（平成17年）
  - 1月、姫路2女性殺害事件における姫路警察署で被害者女性捜索願拒否、被疑者の男からの覚醒剤反応の見逃し、被害者女性への名誉棄損など。
  - 11月から2009年（平成22年）11月にかけて、同県警高速隊西宮北分駐隊の当時の隊員3人が、ETCの支払い金額を少なくするため、西日本高速道路会社の駐車場に無断駐車して通勤していたとして、電子計算機使用詐欺容疑で書類送検された。また、当時の上司の隊長（その後定年退職）についても、事実を知りながら、3人に弁済させただけで県警本部に報告せず隠蔽したとして、犯人蔵匿容疑で書類送検された[12]。
- 2007年（平成19年）2月 - 所轄署の警務課長が飲酒運転し事故を起こし逃走し逮捕。当初警務課長は飲酒運転を否認していたが後日認め、同年3月に懲戒免職。
- 2008年（平成20年）
  - 4月 - 巡査部長が店内で女性のスカートの中を撮影しようとして逮捕。最初は否認していたが、後に認め、さらに1年位前から何度も盗撮していたことや、わいせつ画像を入手するためのファイル交換ソフト並びに過去の事件等警察情報を私有パソコンに保管していたことが判明し、5月に懲戒免職。
  - 12月 - 県警警備部の男性巡査部長が、同月から2012年4月にかけ、別居先からの徒歩通勤であるにもかかわらず、実家から電車・バスで通勤していたと嘘をついて通勤手当を不正受給していたとして、県警監察課はこの巡査部長を停職処分とした上、詐欺容疑で神戸地検に書類送検[13]。
- 2009年（平成21年）
  - 3月 - 兵庫県警の警察官ら4名が職務質問している映像を撮影されYouTubeに公開された。警察官が職務質問相手に対し恫喝とも取れる発言をしていたために批判が集中されたものの、警察官個人をYouTubeに公開することに対しての批判もされた。兵庫県警は職務質問に対し「毅然に対応し、どんな場合でも冷静になること」と兵庫県警内の警察官に通告した[14]。
  - 6月 - 佐用警察署が軽犯罪法違反容疑で逮捕した被疑者が、同署の取調室内の机の内部に覚醒剤を隠したが、同県警は翌年2010年4月まで、約10か月間気付かず放置していた。当該の被疑者が2010年4月に岡山県警察に別の覚せい剤取締法違反事件で逮捕された際、「佐用署の机に覚醒剤を隠した」と供述したことで発覚した。同署は5月10日に、この被疑者を覚せい剤取締法違反容疑で改めて逮捕した[15][16]。
  - 11月 - 網干警察署地域課の巡査が、公然わいせつ事件に遭遇した中学2年の女子生徒宅を事情聴取のため訪れた際、当該女生徒の下着約25点を部屋の箪笥から盗んだとして、捜査第三課に窃盗容疑で逮捕される。巡査が女生徒宅を訪問した際に女生徒の部屋に巡査が入るのを家人に目撃されており、女生徒が入浴の際に下着が無くなっているのに気づき、母親を通じて110番に通報があり発覚した。
  - 12月 - 組織犯罪対策課の45歳の男性警部補が、公用パソコンを使って、勤務時間中に株価チェックやインターネットオークションの利用などをしていたことが判明し、同県警はこの警部補を減給10分の1の処分とした。この一連の事実は、当該のパソコンが、ウイルスに感染したことにより発覚した[17]。
  - 12月 - 芦屋警察署の21歳の巡査が、仲間の男女数人とともに、男子短大生を監禁し怪我をさせたとして、東灘警察署により、12月26日に監禁致傷容疑で逮捕された[18]。
- 2010年（平成22年）
  - 1月 - 県内の警察署（署の名称は未公表）に勤務する男性巡査部長が、部下の女性巡査に、胸を触るなどのセクハラをしていたとして、1月22日に停職3か月の処分となった。署の朝礼で、別の男性警察官が告発したことで発覚した[19]。
  - 2月 - 姫路警察署の20歳の男性巡査が、携帯電話を使用しながら自動車を運転していた女性を現認しながら、当該の女性から頼まれ摘発しなかった上、当該の女性に、「いい女性がいるなら、切符無しでいい」などと、互いの携帯電話番号などを交換していた。同県警は同年5月26日に、この巡査を犯人隠避容疑で神戸地方検察庁姫路支部に書類送検し、減給10分の1の処分とした。巡査は同日依願退職[20]。
  - 3月 - 西宮警察署の巡査長が、勤務する交番に拾得物として届けられた現金約1,500円を着服したとして逮捕されたが、その後の兵庫県警の調べに対し、別の拾得物の財布からも現金を抜き取っていたと供述し、県警は同年5月12日にこの巡査長を懲戒免職の処分とした[21]。
  - 10月 - 川西警察署の男性巡査長が、JR川西池田駅のホーム上で、当時17歳の無職少年の顔をカメラ付き携帯電話で撮影したところ、撮影された少年が謝罪を要求し、巡査長は現金と免許証などを少年に差し出し、免許証などの再発行のため虚偽の遺失物届を出した。また、その後、当該の少年から恐喝されていたにもかかわらず見逃していたことも判明し、県警はこの巡査長を書類送検した上、停職1か月の懲戒処分とした[22]。
- 2011年（平成23年）
  - 1月 - 兵庫県東部の警察署（署の名称は非公表）に勤務する31歳の男性警部補が、パトカー内で、同乗していた部下の女性警察官に対し、3度に亘り無理矢理キスするなどしたとして、28日に停職3か月の処分となり、神戸地方検察庁尼崎支部に書類送検された。この警部補は同日付で依願退職[23]。
  - 5月 - 尼崎東警察署の警察官数名が、東日本大震災に伴い発生した福島第一原子力発電所事故での周辺警戒に当たるため、福島県に派遣されていたが、同月8日に福島市内のホテルで、21歳の男性巡査ら4人が、後輩の20歳の男性巡査を全裸にし、カメラ付き携帯電話で撮影。さらに同月10日にも、男性巡査の手足を手錠で室内のクローゼットの取っ手に繋ぎ、磔のような状態にして撮影した。兵庫県に帰還後、被害に遭った男性巡査が報告し一連の行為が発覚。同県警は8月23日に、首謀者の男性巡査を戒告処分とし、他の男性巡査も所属長注意に、また、上司の27歳の男性巡査部長についても、巡査らの行為を黙認していたとして、本部長訓戒とした[24]。
  - 9月、明石市内の市道の一部区間で、パーキングチケットで駐車可能だったのが同月に廃止された後、明石警察署の男性巡査部長が駐車禁止の標識を設置したが、兵庫県公安委員会に規制を申請しないままだった。これを知らない同署員らにより、その後約2年間に亘り誤った取締りが行われていたことが、2013年10月になって明らかになり、県警は該当者約70人に対し、反則金や放置違反金などを返還することになった[25]。
  - 11月、尼崎事件発覚[26]。63歳女性とその親族の韓国籍男性を中心とする集団が、数家族を長期間、監禁し、暴行、虐待、虐殺[27]。
- 2012年（平成24年）
  - 2月28日、福崎警察署刑事課の50歳の男性警部補が、姫路市内で開かれた送別会の席上で、部下の33歳の男性巡査部長の腹部を殴り軽傷を負わせた。県警は同年9月7日に、この警部補を傷害容疑で書類送検した上で、停職1か月の処分とした。警部補は「挨拶のつもりだった」と主張しているのに対し、被害者の巡査部長は「前々から警部補から暴力を受けていた」と主張している[28]。
  - 4月1日、滝川高校いじめ自殺事件（別名「滝川ルネッサンス」）の加害者側の主犯格とされたTを兵庫県巡査として採用。恐喝その他の犯罪を立件できなかったことの正当化のための採用か、Tの人間性が兵庫県警察官としてふさわしいと認めたための採用か、前年に発足した県警の硬式野球チームの強化のためか[注 1]などと世間を騒がす。なお、Tは県警採用前に事件逮捕者達とともに兵庫県警を挑発する書き込みをした高校黒板前に集合した写真をネット公開していた。
  - 4月9日、尼崎北警察署地域第二課の男性巡査長が、神戸市内で行われた歓迎会に出席し上司と共に酒を飲んだ後、阪神三宮駅から電車に乗車したが、電車を近鉄奈良線学園前駅まで乗り過ごし、その際、署から持ち出した捜査書類の入っていた鞄を紛失した。鞄は甲子園駅で発見され、中に入っていた捜査書類は無事だった[29]。
  - 5月29日、加古川市在住の当時15歳の少年が、出身中学校に爆破予告電話をかけたとして加古川警察署に逮捕された。この少年は当初「自分のやったこと」と話していたが、その後当該の少年は、鑑別を受けていた少年鑑別所で「友人を庇って嘘の供述をした」と話し、一緒に居た少年の友人の男子高校生も容疑を認めたため、同署は当初逮捕した少年を釈放した。県警は、男子高校生を脅迫容疑で、当初逮捕した少年を犯人隠避の容疑で書類送検することとした[30]。
  - 5月から6月にかけ、当時19歳の男性巡査が、警察学校内で同僚警察官のキャッシュカードを盗み、数度に亘り現金を引き出していたとして、窃盗容疑で逮捕された[31]。
  - 7月、佐用警察署地域課の27歳の男性巡査が、太子町内で軽トラックに追突し、運転していた女性に軽傷を負わせながら、そのまま現場から立ち去った。この巡査はすぐ後にたつの署員に取り押さえられたが、この時も「自分は無職である」と虚偽の申告をしていたことも判明した。巡査は逃げた理由として、以前にも公用車で事故を起こし、処分を受ける可能性があったためと供述。県警はこの巡査部長を、道路交通法違反容疑で書類送検[32]。
  - 8月、生田警察署の41歳の男性巡査長が、コンビニや百貨店などで万引きを行った男性を現行犯逮捕した際、顔などを殴る暴行を加えた。県警はこの巡査長を、特別公務員職権濫用等致死傷罪で書類送検した[33]。
  - 8月3日、芦屋市内の阪急神戸線の踏切で、芦屋警察署のパトカーに追跡されていた信号無視車が、遮断棒を折損し逃走した。この時、パトカーに乗務していた同署員は、阪急電鉄に連絡するよう同署地域課に連絡したが、同課の電話帳記載の電話番号が、JR西日本のものが誤記載されていて、当時居合わせた警部補は、JRに対し誤って連絡し、JRではさくら夙川-甲南山手間の踏切の安全確認を緊急実施したため、列車の運行に乱れが生じ、約2万人の乗客に影響が出る結果となった[34]。
  - 9月23日、警備部外事課係長の53歳の男性警部補が、神戸市東灘区内のスポーツ用品店で、スポーツウエアを試着室内で着込んで万引きしたとして、東灘警察署に窃盗容疑で逮捕された[35]。
  - 11月18日、尼崎南警察署管内で発生した自転車の占有離脱物横領事件で、同署の24歳の男性巡査が被疑者の女性をフィルムカメラで撮影したが、署内にカメラを置いたまま帰宅し、翌日に紛失に気付いた[36]。その後このカメラは、尼崎競艇場の同署警備本部との連絡に用いるボストンバッグ内から発見された。警備本部に駐在する署員が、間違えてボストンバッグに入れた模様である[37]。
  - 12月12日、県警本部の留置場で尼崎連続変死事件の主犯格の被疑者が自殺した件で、2か月程前から自殺の兆候があったにもかかわらず24時間態勢での対面監視を行わなかったなど対応の不備の疑いがあり、本部長が陳謝した[38]。
  - 12月14日、警備部の56歳の男性巡査部長が、2009年から2012年にかけて、県警や外郭団体の女性職員らに対し、体を触るなどのセクハラ行為を繰り返していたとして、戒告処分となった[39]。
  - 12月17日、違法な性風俗店の経営者に捜索情報を流したとして、県警は犯人隠避と地方公務員法違反容疑で、県警本部生活環境課の元警部補を書類送検した。また、被疑者に捜索情報を漏洩したとして同法違反（守秘義務）容疑で同課の現職警部補と巡査部長、巡査長計3人も書類送検した[40]。
- 2013年（平成25年）
  - 1月11日、県警は、警察学校の生徒の寝具代や互助会費などとして納められた現金計約360万円を、2010年から12年までの間に着服したとして、2012年に自殺した県警の元職員の男性を、被疑者死亡のまま業務上横領の容疑で書類送検した[41]。
  - 1月12日、東灘警察署が、2011年10月に同署管内で交通死亡事故を起こしたとして、同市内の男性を自動車運転過失致死容疑で逮捕し、神戸地検が起訴したが、事故の証拠とされた、男性の車についていた傷が、同署に保管されていた間に付いたものであることが判明した。この事態が発覚した後、地検は論告を訂正しており、神戸地裁の判決も延期となっている[42]。
  - 1月13日、社警察署の警部補と巡査部長の2名が、覚醒剤事件の供述調書を偽造したとして、公文書偽造の容疑で逮捕された。この2名の警察官は、県内の不動産仲介業者らから接待を受け、自動車の登録情報などを漏洩していたことも明らかになっている[43]。
  - 4月中旬から7月上旬にかけ、豊岡北警察署の巡査長が、同僚である巡査部長の財布から、累計で約20万円の現金を盗んでいたことが明らかになった。現金が無くなるのを不審に感じた巡査部長が、スマートフォンで物色の様子を動画撮影していたことが決め手となった。県警は巡査長を処分する方針[44]。
  - 5月、姫路警察署地域課の男性巡査部長ら署員3人が、バイクに2人乗りし制止させようとした警察官にぶつけた少年2人を、道路交通法（定員外乗車）違反の現行犯で逮捕。しかしこのバイクが、2人乗り可能なタイプだったため、一旦釈放の上、公務執行妨害容疑で改めて逮捕した。ところが巡査部長らはこの際、作成した捜査書類に、道路交通法違反での逮捕の事実を記載せず、当初から公務執行妨害で逮捕した内容の虚偽記載を行なった。県警は8月30日に、この巡査部長らを虚偽有印公文書作成容疑で書類送検し、当時の同署の副署長の男性警視も警務部長訓戒の処分とした[45]。
  - 6月10日、相生警察署地域課の44歳の男性巡査部長が、たつの市内で車を駐車させていた女性に職務質問を行ったが、この時に知った女性の諸事情などを記した上で名誉毀損を行うことを示唆する手紙を当該の女性に送り付け、現金を脅し取ろうとした。この巡査部長は7月14日に、恐喝未遂容疑で逮捕された[46]。
  - 7月中旬、尼崎南警察署地域課の49歳の男性巡査部長が、勤務する交番内で部下の男性巡査らに対し、実弾入りの拳銃を向ける事件があった。この巡査部長は銃砲刀剣類所持等取締法違反容疑で11月1日に書類送検され、停職1か月の処分となった。「部下の態度が横柄だったため」と供述している模様[47]。
  - 7月24日、神戸市東灘区内の交差点で大型トラックと軽貨物車が衝突。軽貨物車の運転手が骨折し、大型トラックの運転手が自動車運転過失傷害罪で神戸地方検察庁に起訴され禁錮8か月を求刑された。ところが、本来片方の信号が赤でなければならないところ、双方の信号が青であったことが判明し、神戸地方裁判所は2015年6月10日に大型トラックの運転手に無罪を言い渡した。この交差点は7秒間双方向が青になり、2015年6月30日現在もこの状態が続いている。[48][49]
  - 9月13日、尼崎東警察署地域課の男性巡査が、阪神本線西宮駅構内のエスカレーターにおいて、前にいた女性のスカートの下にスマートフォンを入れて動画盗撮を行った。周囲にいた他の客が気付いて注意を促したところ、この巡査はスマホを現場に残したまま逃走し、県警がスマホを調べたところ身元が判明。県警はこの巡査を、兵庫県迷惑防止条例違反容疑で書類送検した上、減給10分の1の処分とした[50]。
- 2014年（平成26年）
  - 1月6日、県警本部の地下駐車場に停めてあった捜査車両10台のタイヤ計16本が、穴を開けられパンクさせられているのが発見された[51]。その後同年5月22日に、同県警警備課の元巡査部長の男性が、建造物侵入罪と器物損壊容疑で逮捕された。この元巡査部長は、前年の2013年にわいせつ事件を起こして懲戒免職処分となっている[52]。
  - 7月8日夜、甲子園警察署地域第四課長の男性警部と、同署および尼崎南警察署の地域課員の男性警部補及び巡査部長の計5人が、災害訓練などのため派遣されていた堺市内の警察施設において、別の男性巡査部長のズボンをずらして酒を吹きかけ、男性巡査に下半身をなめさせるなどした。県警は12月19日に、事件を起こした5人を暴行容疑で書類送検するとともに、警部を停職1カ月、警部補2人は訓戒、巡査部長2人は本部長訓戒の処分とした[53]。
  - 7月29日、須磨警察署地域課の男性巡査長が、訓練中に腰痛を起こし、同日以降休んでいたが、休日を増やす目的で診断書を全治1週間から3週間に改竄した。ところが上司がこの巡査長に付き添うことになったため、発覚を恐れ、強盗に遭ったと偽るため自分の腿を刺した。県警は12月12日にこの巡査長を、軽犯罪法違反と有印私文書変造・同行使の容疑で書類送検し、減給3か月の処分とした[54]。
- 2015年（平成27年）
  - 5月11日 - 尼崎南警察署地域課の48歳の男性警部補が、尼崎市内の交番に万引き犯人が自首してきたにもかかわらず、取調べを行わなかった上、大阪市内に車で送っていたことが明らかとなり、県警は11月20日にこの警部補と、部下の34歳の男性巡査部長、及び25歳の女性巡査を犯人隠避容疑で書類送検した。警部補は「事件処理が面倒だった」と話している[55]。神戸区検察庁は12月18日にこの警部補について、同容疑で神戸簡易裁判所に略式起訴し、同簡裁が罰金20万円の略式命令[56]。
  - 6月19日 - 女性のスカート内を盗撮したとして、県迷惑防止条例違反容疑で神戸西警察署生活安全課の男性巡査部長とたつの警察署警務課の男性巡査長を書類送検し、いずれも減給10分の1（6カ月）の懲戒処分とした。2名は同日付で依願退職[57]。
  - 9月 - 6日と28日に機動隊の2人の男性巡査が相次ぎ首吊り自殺した。死亡した巡査が、いじめを受けていたとの趣旨の遺書を残していたことから、県警が調査を開始[58][リンク切れ]。調査の結果、12月までに「いじめやパワーハラスメントなどに該当する行為は無かった」との結果をまとめた一方で、同僚警官2人を指導したほか、機動隊長の男性警視も本部長注意とした[59][リンク切れ]。
  - 9月 - 飾磨警察署の30歳の男性巡査長が、姫路市内で発生した軽傷のひき逃げ事件で、逃走車両を1台に絞り込んでいたにもかかわらず、「該当車両は43台ある」などの内容の虚偽の捜査報告書を作成していた。また、この巡査長は、他にも別の交通事故8件についても放置していたことも明らかになっている。県警は2016年5月2日に、この巡査長を虚偽公文書作成容疑で書類送検した上で、停職1か月とした[60]。
  - 10月30日 - 2009年8月から2014年4月までの間に、葺合署と高速道路交通警察隊の退職者を含めた計70人の警察官が、交通違反取締の報告書を作成した際に、現場には実際に立ち会っていない別の警察官に署名させるなどしていたことが明らかとなり、県警はこれらの警察官を虚偽有印公文書作成などの容疑で書類送検した[61]。
  - 11月6日 - 神戸市内の警察署の33歳の男性巡査部長が、同市内にある交番の女性用休憩室内にスマートフォンを置き盗撮しようとしたとして、県警はこの巡査部長を減給処分とすると共に、建造物侵入容疑で書類送検した[62]。
  - 12月11日 - 宝塚警察署などに所属する警察官15人が、少年事件の尾行などで使用したゲームセンター代などの名目で、架空の捜査費を2009年4月から2014年10月まで約400回に亘り、計約400万円を請求していたことが明らかとなり、県警は主導的役割だった52歳の男性警部補ら5人を詐欺や虚偽有印公文書作成・同行使などの容疑で書類送検し、警部補を懲戒免職処分とした。県警は計27人を処分するとしている[63]。
- 2016年（平成28年）
  - 1月14日 - 加古川市内で刃物を所持した人物が民家に侵入する事件があり、通報で加古川署地域課の57歳の男性警部補と32歳の男性巡査が現場に駆け付けたが、証拠品の刃物を署内のロッカーに隠した上、被疑者についても事情聴取したのみで捜査を打ち切った。その後被害者が、別の警察官に相談したことで警部補らの行為が発覚し、県警は当該の警部補と巡査を減給処分とした上、証拠隠滅の容疑で神戸地検に書類送検した[64]。
  - 4月21日 - 刑事部捜査第一課検視官室の49歳の男性警部補が、播磨町内で発生した首吊り自殺の現場で検視中に、3月から4月中旬にかけて、自殺した男性の遺族（妻）の鞄から現金計約200万円を盗んだとして、県警に窃盗容疑で逮捕された[65]。
  - 5月27日 - 洲本警察署の48歳の男性警部補ら4人の署員が、洲本市内で発生した交通事故において、事故を起こした車の中で運転していた男性がぐったりしていたにもかかわらず、病院に搬送させず、男性は約4時間後に死亡していたことが明らかになった。県警は9月にこれら4人の署員を業務上過失致死容疑などで書類送検した上、3人を訓戒などとした[66]。
  - 5月27日 - 三田警察署交通課の51歳の男性警部補が、制限速度を27km/h超過した当時の同署地域課長（その後県警機動パトロール隊に異動）の54歳の男性警部に対し、交通反則切符を交付していなかったことが明らかになり、県警は2017年9月22日に当該の警部補を犯人隠匿容疑で書類送検した上で停職3か月とし、警部についても戒告の処分とした[67]。
  - 6月23日 - 明石署留置管理課に勤務していた男性巡査長2人と男性巡査1人の計3人が、1月9日から22日にかけて、留置場に拘留されていた男性の被疑者に対し、処方されていない睡眠導入剤を服用させたとして、神戸地方検察庁に麻薬及び向精神薬取締法違反容疑で書類送検。また、上司など他の10人の署員についても、向精神薬の保管が杜撰であったなどとして訓戒などの処分にする方針である[68]。
  - 10月7日 - 加古川警察署地域課の35歳の男性巡査長が、兵庫県稲美町内でパトカーを運転中に他の車と衝突事故を起こした際、自らが赤信号を無視していたにもかかわらず「自分の側の信号は青だった」などと虚偽説明をしていたことが判明した。巡査長は「ばれると注意されると思い嘘をついた」と説明[69]。
  - 10月26日 - 芦屋警察署の58歳の男性副署長が、芦屋市内で飲み会を行った後、定員が7人の自動車に定員オーバーの状態で乗車させ、さらにこの後、同署の49歳の男性警部補が、参加していた女性警察官にセクシャルハラスメント行為をしていたことが判明[69]。
  - 11月25日 - 監察官室長の55歳の男性警視が、神戸市内の居酒屋において同僚らと飲み会をした後、退職する女性職員を慰労するため一緒に飲酒したが、その際、女性職員の一人の肩などに触れた。女性はセクシャルハラスメントだとして上司に相談。県警はこの室長を12月20日付で訓戒処分にするとともに、26日付で交通部付とした[70]。
  - 12月9日 - 西宮警察署地域第一課の男性巡査部長が、署内のパソコンから上司の男性警部補が保存していた業務報告書などのデータを削除したとして、県警はこの巡査部長を公的電磁記録毀棄と偽計業務妨害などの容疑で書類送検した上、戒告の処分とした[71]。
- 2017年（平成29年）
  - 9月8日 - 56歳の男性巡査部長が、相生市や上郡町などの9か所の交差点において、兵庫県公安委員会の決定を得るための手続を行わないまま横断歩道や道路標識を無断設置していたことが明らかになり、県警はこの巡査部長を虚偽公文書作成容疑で書類送検するとともに、停職1か月の処分とした。該当の横断歩道や標識に関しては、必要な位置に設置されているため、手続を行いその後も使用されている[72]。
  - 9月22日 - 川西警察署において、交通課員4名が、オートバイの事故により死亡した74歳の男性について、司法解剖のため遺体を病院に運ぼうとしたが、この際誤って別の85歳の男性の遺体を運び出し、病院側は間違いに気付かずそのまま解剖した。署の警察官の一人が、85歳男性の遺体を検視しようとして、遺体が無いことに気付き判明した[73]。
- 2019年（平成31年 - 令和元年）
  - 2月8日 - 伊丹市内のパチンコ店内で拾得した、他人が所有するICカードを使って不正に現金を引き出したとして、県警は神戸北警察署の50歳代の男性警部補を窃盗・詐欺・遺失物横領の容儀で書類送検した[74]。
  - 5月 - 宝塚警察署地域第三課の男性巡査長（27歳）が、110番通報を受けて駆け付けた民家の車の中から現金6万円を盗んだ。県警は男性巡査長を窃盗の疑いで逮捕。容疑を認めている[75]。神戸地方裁判所は、2020年1月21日、元男性巡査長（懲戒免職処分）に懲役1年、執行猶予3年（求刑・懲役1年）を言い渡した[76]。
  - 5月23日 - 西宮警察署が西宮防犯協会と共に作成した犯罪予防の啓発チラシについて、露出の多い大人しい雰囲気の女性が被害に遭いやすいとイラスト付きで表現したことが「女性に責任があるかのような表現だ」との苦情が多数寄せられ、同署が一部を回収していたことが、この日までに判明[77]。
  - 9月29日 - 20代の女性警察官が勤務中に実弾入りの拳銃を駅構内のトイレに置き忘れていた事が判明[78][79]。
  - 11月15日 - 甲子園警察署所属の捜査車両が第二京阪道路上で観光バスに対し幅寄せ運転を行い、観光バスが出口付近の分離帯ポールに接触する事故を誘発した。この事故に対し兵庫県警は取材対応および謝罪は行わないとしており、現場を管轄する京都府警察も一般的な物損事故として処理した[80][81]。
- 2020年（令和2年）
  - 2月21日 - 公休日にマイカーを運転していた女性巡査部長が信号無視をしたが、取り締まっていた芦屋警察署地域課の男性警部補（43歳）は交通反則切符を交付せず立ち去らせた。監察官室は警部補を犯人隠避の疑いで書類送検し、停職1カ月の懲戒処分にした[82]。
  - 3月19日 - 尼崎東警察署地域第二課の30歳代の男性巡査部長とその部下に当たる20歳代の女性巡査が、交番内で性行為をしていたことが明らかとなり、県警は同日付で巡査部長を減給10分の1、女性巡査を本部長訓戒の処分とした。2人は不倫関係にあった模様である[83]。
  - 5月13日 - 尼崎南警察署留置管理課の22歳の巡査を大麻取締法違反の疑いで逮捕した。薬物銃器対策課によると、逮捕容疑は2020年4月8日、自宅マンションの敷地内に若干量の乾燥大麻を保管していた。[84]
  - 6月26日 -  東播方面の警察署に勤務する男性巡査（20代）が、5月30日昼頃、神戸市内の書店でマンガ本1冊（約700円）をリュックに入れて万引きした。6月26日、県警は男性巡査を窃盗容疑で書類送検し、減給10分の1（3か月）の懲戒処分にした。男性巡査は同日付で依願退職[85]。
  - 8月21日 - 刑事部の男性巡査部長（40代）が7月29日、刑事事件の内偵捜査中に車両情報に関する端末画面を私用のスマートフォンで2枚撮影し、無関係の一般人に誤送信した。県警は8月21日、男性巡査部長を所属長注意処分とした[86]。
  - 8月26日 - 警備部機動隊の男性巡査（24歳）が、26日午前3時10分ごろ、神戸市内の市道で、酒気を帯びたまま軽乗用車を運転した疑いがある。電柱にぶつかる事故を起こし、近隣住民の通報で駆けつけた警察署員が調べたところ、呼気から基準値を超えるアルコールが検出された。同市内の居酒屋で飲酒後、運転していたという。同日、県警は男性巡査を道路交通法違反（酒気帯び運転）の疑いで逮捕。男性巡査は容疑を認めているという[87]。9月25日、県警は男性巡査を懲戒免職処分とした[88]。
  - 9月27日 - 県内の334ヵ所の交差点に設置された道路標示について、本来は直進が認められる車線であるにもかかわらず、「直進禁止」と誤った表示がされていたことが、この日までに判明。7月に加古川署管内で誤表示が発見されたのを受け、県警が調査していた。これら334ヵ所で合わせて27人に違反切符を交付しており、反則金を返還して違反点数を取り消す手続を実施。また、正規の標示に切り替える手続を進めている[89]。
  - 10月7日 - 淡路島内の警察署交通課に勤務する男性巡査部長（41歳）が、8月19日と31日、勤務先の警察署の女子トイレ個室に侵入し、隣の個室に入った女性職員計2人を数秒間、スマートフォンのカメラで撮影。10月7日、県警は男性巡査部長を県迷惑防止条例違反容疑などで書類送検し、停職3ヵ月の懲戒処分とした。男性巡査部長は容疑を認め、同日付で依願退職。男性巡査部長は2011年ごろから量販店や前任地の警察署などで盗撮を繰り返していたと供述。自宅のパソコンからは盗撮したとみられる複数の動画や静止画が見つかった[90]。
  - 10月25日 - 鑑識課に2019年7月から配属された警察犬のオスのシェパード、クレバ号（当時2歳。体長120cm、体重31kg）が福崎町の七種山での捜索活動中に突然リードを振り切り逃走し、行方不明となった[91]。2日後の10月27日、七種山の山頂付近で見つかり、確保された[注 2][93][94]。
- 2021年（令和3年）
  - 高砂警察署地域課の50歳代の男性警部補ら署員3人が、公務執行妨害容疑で逮捕した男性が所持していたICレコーダーの音声データを、男性に無断で消去していたことが明らかになり、県警は3月12日に、当該の署員3人を証拠隠滅容疑で書類送検した上、警部補を停職1ヵ月とした。警部補については、送検の際に「起訴相当」の意見書を付している[95]。
  - 灘警察署の50歳代の男性警部が、同署で捜査していた詐欺事件の捜査情報を、自らの高校時代の同級生である知人にLINEで伝え漏洩させていたことが明らかとなり、県警はこの警部を3月26日に書類送検した上、停職3ヵ月の処分とした[96]。
  - 県警の50歳代の男性警部補（勤務先は非公表）が、2019年5月から2020年12月にかけ、部下5人に対し立たせたまま説教するなどのパワーハラスメント行為をしていたことが明らかになった。うち、子供がいる部下の一人に対しては、前述の警察犬「クレバ号」と同じ名前を付けたらどうか、との発言もあった。県警は2021年3月5日付でこの警部補を本部長訓戒の処分とした[97]。
  - 甲子園警察署勤務（当時）の巡査部長らが、2019年8月から2020年にかけて交番勤務中に性行為をし職務を怠ったなどとして処分された事が5月28日、明らかとなった[98]。
  - 芦屋警察署刑事課の54歳の男性巡査部長が2020年7月と8月に、知人女性に捜査情報を漏洩したとして、2021年11月12日に地方公務員法違反の容疑で書類送検された。この巡査部長は停職3ヵ月の処分を受け依願退職[99]。
- 2022年（令和4年）
  - 生活安全部生活経済課の40歳代の男性警部が、8月12日夜に西宮市内の居酒屋で酒を飲んだ後、路上で寝込んでいたが、翌朝になって、捜査資料等が入った鞄を紛失していることに気付いた。紛失した資料には、事件の被疑者の氏名や住所、及び事件関係者約400人の氏名などが記されていた。この警部は、これらの資料を無許可で持ち出していた[100]。県警は10月18日付で、この警部を本部長訓戒の処分とするとともに、事件関係者に謝罪した[101][102]。
  - 50歳代の男性警部補（勤務する部署は非公表）が、前年2021年夏頃から2022年夏頃にかけ、勤務先の交番の端末から自分の知人（同級生や学生時代の恩師など）約60人の個人情報を不正に閲覧していた。7月頃に当該の警部補が業務中に宗教勧誘をしているとの内部通報があり発覚。県警は10月17日付で、この警部補を所属長訓戒の処分とした[103]。
- 2023年（令和5年）
  - 加古川警察署の霊安室に安置されていた2体の遺体のうち、66歳男性の遺体について遺族が3月29日に引き取りに来た際、応対した署員は誤って同姓の69歳男性の遺体を引き渡した。その後6日になって、別の署員が取り違えに気付いたものの、既に引き渡された遺体は火葬されていた。対応した署員が顔の確認などを怠ったためとされている[104]。
- 2025年（令和7年）
  - 貸与品の手錠を紛失したことを12年以上隠し続けたとして、県警は警視だった60代の男性を3月28日付で警務部長訓戒の処分とした。男性は3月末で退職する間際に紛失を申告し、「昇任意欲があり、昇任できなくなることを恐れて報告しなかった」と話したという[105]。

## 硬式野球部
2011年春に採用された新人を中心に選手16名・スタッフ7名で2011年4月に発足。警視庁硬式野球部（2009年）に次いで警察組織で2番目の硬式野球部。チーム名は「県警桃太郎」（けんけいももたろう）で、1963年発足の軟式野球部から引き継いだ名称である。2012年4月に日本野球連盟に加盟し、同年より公式戦出場。
2016年9月に全日本クラブ野球選手権大会に初出場。1回戦でゴールドジムBCを5-2で下し初勝利をあげるも、2回戦で富士通アイソテックBCに9-11で敗退。
同年12月、兵庫県警の野球チームであることを分かりやすくアピールするため、チーム名を「兵庫県警硬式野球部県警桃太郎」に改称した。
元プロ野球選手の競技者として元オリックス・バファローズの坂寄晴一がいた。
警察官という立場である為、野次はチーム内規則で禁止されている。

## 警察署・交番等
- 警察署46署
- 警察センター3ヵ所
- 交番・駐在所約700所
- パトカー約250台
- 白バイ約160台
- 警備艇
  - 兵1 おおわだ 神戸水上 17m型 2013/1-
  - 兵2 ぬのびき 神戸水上 17m型 2014/1-
  - 兵3 しおさい 神戸水上 12m型
  - 兵7 はやぶさ 神戸水上 8m型
  - 兵9 ゆめさき 飾磨 12m型 2003/3-
  - 兵10 ささゆり 飾磨 8m型 2013/1-
- 水上オートバイ6隻（兵庫県警が全国に先駆けて導入した「いぬわし」）
- ヘリコプター2機
- 警察犬11頭

### 自治体警察
旧警察法時代に存在した自治体警察。
- 神戸市警察
- 姫路市警察
- 尼崎市警察
- 明石市警察
- 西宮市警察
- 洲本市警察
- 芦屋市警察
- 伊丹市警察
- 相生市警察
- 豊岡市警察
- 加古川市警察
- 髙砂町警察
- 三木町警察
- 北條町警察
- 龍野町警察
- 山崎町警察
- 赤穂町警察

### 広報番組
- こんにちは県警です（サンテレビジョン）